# ادهانور، شهرستان تیروچیراپال
ادهانور، منطقه تیروچیراپال (به انگلیسی: Adhanur, Tiruchirappalli district) در هند است که در تامیل نادو واقع شده‌است.

## خصوصیات
ادهانور ۱٬۹۰۴ نفر جمعیت دارد.